# Haszczyn
Haszczyn (biał. Гашчын; ros. Гащин) – wieś na Białorusi, w obwodzie brzeskim, w rejonie lachowickim, w sielsowiecie Honczary.

## Historia
W dwudziestoleciu międzywojennym leżał w Polsce, w województwie nowogródzkim, w powiecie baranowickim, w gminie Niedźwiedzica. W 1921 miejscowość liczyła 74 mieszkańców, zamieszkałych w 11 budynkach, w tym 37 Polaków i 37 Białorusinów. 41 mieszkańców było wyznania rzymskokatolickiego, 30 prawosławnego i 3 ewangelickiego.
Po II wojnie światowej w granicach Związku Sowieckiego. Od 1991 w niepodległej Białorusi.